# Lamont (Florida)
Lamont ist  ein census-designated place (CDP) im Jefferson County im US-Bundesstaat Florida. Das U.S. Census Bureau hat bei der Volkszählung 2020 eine Einwohnerzahl von 170 ermittelt. 

## Geographie
Lamont liegt rund 20 km südlich von Monticello sowie etwa 35 km östlich von Tallahassee. Der CDP wird auf einer gemeinsamen Trasse von den U.S. Highways 19 und 27 (SR 20) durchquert.

## Demographische Daten
Laut der Volkszählung 2010 verteilten sich die damaligen 178 Einwohner auf 60 Haushalte. 37,6 % der Bevölkerung bezeichneten sich als Weiße, 58,4  % als Afroamerikaner und 1,7 % als Asian Americans. 2,2 % gaben die Angehörigkeit zu mehreren Ethnien an. 1,7 % der Bevölkerung bestand aus Hispanics oder Latinos.
Im Jahr 2010 lebten in 26,4 % aller Haushalte Kinder unter 18 Jahren sowie 26,4 % aller Haushalte Personen mit mindestens 65 Jahren. 72,2 % der Haushalte waren Familienhaushalte (bestehend aus verheirateten Paaren mit oder ohne Nachkommen bzw. einem Elternteil mit Nachkomme). Die durchschnittliche Größe eines Haushalts lag bei 2,47 Personen und die durchschnittliche Familiengröße bei 2,90 Personen.
21,9 % der Bevölkerung waren jünger als 20 Jahre, 18,0 % waren 20 bis 39 Jahre alt, 37,1 % waren 40 bis 59 Jahre alt und 23,1 % waren mindestens 60 Jahre alt. Das mittlere Alter betrug 47 Jahre. 46,1 % der Bevölkerung waren männlich und 53,9 % weiblich.

## Sehenswürdigkeiten
Die San Miguel de Asile Mission Site und das Turnbull-Ritter House sind im National Register of Historic Places gelistet.